# Gaap

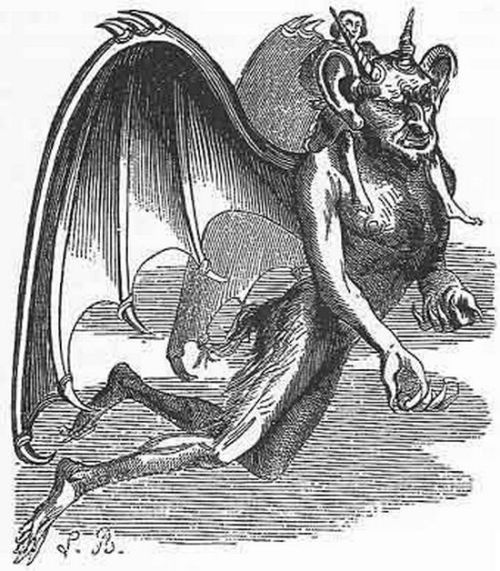
Imagem de Gaap conforme o Dictionaire Infernnale.

Na demonologia, Gaap (também grafado Goap) é um poderoso Príncipe e Grande Presidente do inferno, comandando sessenta e seis legiões de demônios. De acordo com os grimórios da Chave Menor de Salomão, ele é o Rei e o Príncipe da região sul do inferno e da Terra e de acordo com a Pseudomonarchia Daemonum, o Rei da região Oeste, que é tão Poderoso como Beleth. Ele é o guia dos quatro reis: Ziminiar, Corson, Amaymon (apesar de em algumas traduções Gaap ser o porteiro do Templo de Salomão, considera-se que Beliel, Beleth, Asmodai sob o comando de Gaap não dão detalhes aos olhos humanos sobre cada ponto do Templo de Salomão, que cada um comanda secretamente). É dito que ele costuma aparecer quando o Sol está sobre um sinal zodiacal do sul pelo mágico. 
Gaap controla especificamente o elemento da água, ou a "água dos demônios".
Gaap ensina filosofia e todas as ciências liberais, pode causar amor ou ódio e tornar os homens insensíveis e invisíveis, entrega familiares fora da custódia de outros mágicos e ensina consagrar coisas que pertencem ao domínio de seus subordinados. Dá respostas verdadeiras relativas aos assuntos do passado, presente e futuro e pode transportar e recarregar os homens e as coisas rapidamente de uma nação para outra, conforme a vontade do mágico. De acordo com alguns autores, ele pode fazer os homens ignorantes.  
De acordo com a Pseudomonarchia Daemonum,  certos "necromantes", honram Gaap com sacrifícios e queimando ofertas.
Gaap também seria o demônio que colocou a disputa no mundo. No início, não havia disputas ou rivalidade; Gaap então introduziu a batalha na terra por puro capricho. Segundo ele, seria uma especie de diversão para os homens, o que mais tarde virou toda forma de duelo, rixa e sofrimento, trazendo muitas infelicidades para toda a terra. Por isso, abandonou seu posto de anjo e passou a ser Demônio.

## Referencias
1. ↑   Do inglês, re-carry, na expressão da palavra (referente a magia ou mágica) teletransportar/trazer de volta.)